# Julie Marienfeld
Julie Marienfeld (* 21. Dezember 2007 in Düsseldorf) ist eine deutsche Kinderdarstellerin.

## Leben
Julie Marienfeld lebt in Düsseldorf und hat zwei ältere Geschwister. Sie spielt Cello, seitdem sie fünf Jahre alt ist.
Von Folge 1001 bis Folge 1078 spielte Marienfeld die Rolle der Nesrin Schulze bei Schloss Einstein. 2025 kehrte sie für kurze Zeit als Nebenrolle zurück.

## Filmografie
- 2022–2024, 2025: Schloss Einstein